# Pettonville
Pettonville é uma comuna francesa na região administrativa de Grande Leste, no departamento de Meurthe-et-Moselle. Estende-se por uma área de 2,92 km². Em 2010 a comuna tinha 69 habitantes (densidade: 23,6 hab./km²).